# Kalózmesék
A Kalóz mesék (eredeti cím: Mostri e pirati) 2008-ban futott olasz televíziós 2D-s számítógépes animációs sorozat, amelynek írói Maurizio Forestieri és Orlando Corradi. A tévéfilmsorozat a Mondo TV gyártásában készült, a Cinemix forgalmazásában jelent meg. Műfaját tekintve akciófilm-sorozat, kalandfilmsorozat és filmvígjáték-sorozat. Olaszországban az Italia 1 vetítette, Magyarországon az RTL Klub sugározta a Kölyökklub című műsorblokkban.

## Ismertető
A történet kalózokról szól, és feltárja a kalózélet titkát. A hősök hatalmasnál hatalmasabb kalandokba keverednek, és legfőbb céljuk az, hogy kalandjuk folyamán megtalálják a kincset, és megszerezzék.

## Szereplők
| Szereplő      | Eredeti hang | Magyar hang | Leírás          |
| ------------- | ------------ | ----------- | --------------- |
| Kalóz Zoli    | ?            | Szabó Máté  | a bátor kalóz   |
| Félszemű Miki | ?            | ?           | a félős kalóz   |
| Szirén Irén   | ?            | ?           | a bájos kalóznő |